# تانر واين
تانر واين (بالإنجليزية: Tanner Wayne)‏ هو موسيقي أمريكي، ولد في 18 مايو 1988 في سان دييغو في الولايات المتحدة.